# Affinity (álbum de Haken)
Affinity–en español: «Afinidad»– es el cuarto álbum de estudio de la banda británica de metal progresivo Haken. Lanzado el 29 de abril de 2016 a través de InsideOut Music, es el primer lanzamiento de larga duración en el que participa el bajista estadounidense Conner Green (su primera participación fue en el EP Restoration), reemplazando al antiguo bajista Thomas MacLean, quien abandonó la banda en 2013.
El primer sencillo, "Initiate", fue lanzado el 18 de marzo de 2016 junto con su video musical. El segundo sencillo fue "The Endless Knot" fue lanzado para descarga digital el 15 de abril de 2016, unos días después de la publicación de su video musical con letra.
Como promoción para el álbum, la banda hizo que rediseñaran completamente su página web oficial para simular un sistema operativo de los años '80.

## Concepto
Affinity abarca temas como la evolución de las computadoras y de la humanidad, la relación entre el hombre y las máquinas, el comportamiento humano, la sociedad moderna, y se pregunta si "la inteligencia artificial alguna vez superará la capacidad humana de crear/recrear vida". Cuando se les preguntó si era un álbum conceptual, el vocalista Ross Jennings dijo que "es más como una banda sonora de una serie de temas recurrentes que un álbum conceptual. También dijo que ninguno de los miembros de la banda sienten que "hayamos hecho nuestro mejor trabajo hasta la fecha, mucho menos 'hacerlo'. Por lo que esta necesidad de producir algo mejor que el anterior siempre estará".
La portada fue elaborada por Blacklake Design (los mismos que diseñaron el arte de The Mountain y Restoration), y presenta los mismos seis pájaros que aparecen en la portada de The Mountain, cada uno representando a un miembro de la banda. Fue inspirada en los empaques, empresas, logotipos comerciales y computadoras de los '80.

## Composición
Affinity marca la primera vez que los seis miembros de la banda contribuyeron a la composición del álbum desde cero, en vez de construir las canciones a partir de las ideas del tecladista y guitarrista Richard Henshall. Está inspirado en la música de los '80, en especial la música progresiva de la época. Jennings dijo que Affinity es un intento de mostrarle a la gente cómo los elementos de esa década fueron necesarios para la evolución de la banda a pesar de que muchos dicen que el progresivo murió en ese entonces. El tecladista de la banda, Diego Tejeida, dijo que su inspiración provino del gran uso de sintetizadores, particularmente del trabajo de Vince DiCola.
La idea de realizar un disco entero dedicado a esta época vino después de que la banda dedicara su tiempo a escuchar Toto, DiCola y Van Halen, y especialmente luego de que el guitarrista Charlie Griffiths les enviara la primera versión de la canción "1985".
La canción más larga, "The Architect", con una duración de 15 minutos con 50 segundos, le llevó a Diego Tejeida 2 semanas para aprender sus partes. La canción también contiene la invitación especial de Einar Solberg de la banda de metal progresivo noruega Leprous, quien realizó las voces guturales. Jennings tenía la intención de hacer los guturales él mismo, pero la banda decidió tomar la oportunidad de invitar al cantante para aquella parte. Jennings, en relación con la composición del álbum, comentó:

Charlie envió el boceto/maqueta inicial para esta. 'The Architect' fue uno de esos casos donde una sección de una canción tuvo un significado completamente diferente cuando alguien más se involucraba. Por ejemplo, Charlie tenía unas ideas geniales para las guitarras en la sección del medio, yo fui agregué unas texturas de ambient/electrónica/diseño de sonido a eso, luego Conner [Green] llegó con un increíble solo de bajo. Ray añadió un loquísimo ritmo de trip hop... y así sucesivamente.

## Recepción
Affinity recibió aclamación de la crítica. Ty A. de Metal Underground elogió a la banda por lograr una suave "combinación de metal y elementos progresivos", pero criticó la segunda parte del disco, por no ser tan sólida como la primera. Michael Klaas de Metal.de lo llamó uno de los discos de metal progresivo más cautivadores desde hace años.
Thompson D. Gerhart escribió para Sputnikmusic y alabó al álbum, pero no se impresionó tanto como con The Mountain, sosteniendo que "si bien el grupo ejecuta con precisión el concepto distópico e informático soñado para Affinity, el espacio más amplio para soñar de The Mountain parece haber permitido más grandes y extensas ideas para florecer, mientras que son los 'éxitos rápidos' los que entregan la declaración de Affinity más articuladamente". 
El equipo de Ultimate Guitar Archive elogió la composición de las canciones y la unión entre los miembros, pero llamó al trabajo vocal de Jennings "limitado" por depender demasiado en su voz de cabeza. Rob de Progressive Music Planet le dio un perfecto puntaje de 10/10 y lo llamó "un claro aspirante a álbum del año". También dijo que "el álbum se pone mejor cada vez que se escucha" y que es "el mejor grupo de canciones y mezcla de influencias de Haken". Nick de When Prog and Power Unite dijo que el disco podría no reemplazar a The Mountain como su favorito de Haken, pero "está muy cerca de serlo". También alabó el trabajo en los teclados de Diego Tejeida y su habilidad de ejecutar "el estilo de los '80".

## Lista de canciones
Todas las canciones fueron compuestas por Haken.

| N.º | Título                                                    | Duración |  |
| 1.  | «affinity.exe» (instrumental)                             | 1:24     |  |
| 2.  | «Initiate»                                                | 4:16     |  |
| 3.  | «1985»                                                    | 9:09     |  |
| 4.  | «Lapse»                                                   | 4:44     |  |
| 5.  | «The Architect» (con la participación de Einar Solberg)   | 15:40    |  |
| 6.  | «Earthrise»                                               | 4:48     |  |
| 7.  | «Red Giant»                                               | 6:06     |  |
| 8.  | «The Endless Knot»                                        | 5:50     |  |
| 9.  | «Bound by Gravity» (con la participación de Pete Rinaldi) | 9:29     |  |

## Personal
| Haken - Ross Jennings – voz - Richard Henshall – guitarra - Charlie Griffiths – guitar - Conner Green – bajo - Diego Tejeida – teclados, diseño de sonido - Raymond Hearne – batería | Músicos adicionales - Einar Solberg – voz gutural en "The Architect" - Pete Rinaldi – guitarra acústica en "Bound By Gravity" | Producción y diseño - Jens Bogren – mezcla, masterización - Blacklake – ilustraciones, diseño gráfico |